# Nikola Atanassow
Nikola Kitanow Atanassow (bulgarisch никола китанов атанасов; * 13. Oktoberjul. / 25. Oktober 1886greg. in Kjustendil, Fürstentum Bulgarien; † 30. September 1969 in Sofia, Bulgarien) war ein bulgarischer Komponist und Musikpädagoge.
Atanassow gehört zur ersten Generation bulgarischer Komponisten. Er studierte von 1906 bis 1912 am Konservatorium von Zagreb u. a. bei Franjo Dugan und Vjekoslav Rosenberg-Ružić, unterrichtete dann in Stara Zagora (bis 1922), Plewen (1915) und Sofia (von 1922 bis 1924). Seit 1923 war er Mitglied der Staatlichen Musikakademie. Er wirkte hier von 1929 bis 1958 als Professor für Musiktheorie und von 1934 bis 1937 als Rektor.
1911 komponierte Atanassov die erste klassische Klaviersonate Bulgariens, 1912 die erste Sinfonie des Landes. Neben Klavierwerken, darunter drei Sonaten, einem neunteiligen Zyklus und drei Märschen, und einem Klaviertrio komponierte er mehrere sinfonische Werke, u. a. zwei Ouvertüren für Orchester (Christo Botev, 1927 und Stöhnen des Waldes, 1931), drei Sinfonien (1912, 1922 und 1963) und eine sinfonische Dichtung, weiterhin eine Ouvertüre für Mandolinenorchester, Chorwerke, Lieder und mehr als 500 Arrangements und Instrumentationen von Werken anderer Komponisten.